# Jungle Man
Singles de Red Hot Chili Peppers
Get Up and Jump
(1984) American Ghost Dance
(1985)
Jungle Man est une chanson des Red Hot Chili Peppers. Premier single extrait de leur album Freaky Styley, la chanson écrite par le chanteur Anthony Kiedis porte sur son ami Flea, bassiste du groupe.